# William Raffaeli
William Raffaeli (Santarcangelo di Romagna, 16 gennaio 1951) è un medico italiano.
Esperto in terapia del dolore, dal (1998) Responsabile Modulo organizzativo di terapia antalgica e dal 2001 al 1º ottobre 2011 ha diretto l'Unità Operativa di Terapia Antalgica e Cure palliative (Hospice) presso l'Ospedale Infermi di Rimini.
Specialista in Anestesia e Rianimazione dal 1983 e in Farmacologia applicata dal 1988, è Direttore e Fondatore della prima Scuola di perfezionamento in terapia del dolore per i clinici multiprofessionale ISAL dal 1993, è Presidente di Fondazione ISAL dal 2007 (Presidente Onorario Senatore Sergio Zavoli) ed è stato Presidente di FederDolore.
Nel 1996 ha ideato una nuova procedura (MRR - Metodo Raffaeli-Righetti) chirurgica epiduroscopio-guidata di lisi e dissezione fibro-cicatriziale mediante bisturi a risonanza con vaporizzazione dei tessuti. ed in PubMed
È stato membro del gruppo di lavoro della Regione Emilia-Romagna (1999) sul piano delle Cure palliative, Coordinatore del sottogruppo di area "Terapia del Dolore" del gruppo di lavoro "Hub and Spoke" (Regione Emilia-Romagna – 2001), membro della Commissione Oncologia Nazionale del Ministero della Salute – sottogruppo Cure palliative (dal 2004 al 2006), membro di board internazionali per lo studio di farmaci e procedure antalgiche.
Ha fatto parte del gruppo di esperti del Ministero della Salute per l'attuazione dei princìpi contenuti nella legge n. 38 del 15 marzo 2010 "Disposizioni per garantire l'accesso alle cure palliative e alla terapia del dolore", in qualità di esperto in terapia del dolore.
Ha pubblicato oltre sessanta lavori scientifici su riviste nazionali ed internazionali.
È stato relatore e co-relatore di diverse tesi di specialità sul dolore, e ha pubblicato testi di terapia del dolore.
Dal 2004 è professore a contratto in Anestesia e Rianimazione, settore Terapia del Dolore presso l'Università degli Studi di Parma.
Il 30 giugno 2009, Fondazione ISAL con il patrocinio del Senato della Repubblica, del Ministero della Salute, del Ministero del Lavoro e delle Politiche Sociali, ha dato vita al progetto Cento città contro il dolore.
È stato relatore al secondo symposium "The Societal Impact of Pain (SIP)", Brussels 3 e 4 maggio 2011. Nell'occasione, ha presentato il key note Citizens and pain: "Cento Città contro il dolore" a project for the sensibilization of Italian citizens. Nel 2013 Membro gruppo SIP che ha il compito di definire indicatori in terapia del dolore.

## Libri
- Oppiacei e Sistema neuroimmunoendocrino in Libro Italiano di Cure Palliative Poletto editore I edizione 2003 (Raffaeli W.)
- La via spinale nella cura del dolore in collaborazione con Fondazione ISAL, Fondazione Taccia - Ricerca sul Cancro e Medtronic. 2005 (Raffaeli W., Andruccioli J.)
- Epiduroscopia in Il dolore. Valutazione, diagnosi e trattamento ISBN 88-214-2783-8 S. Mercadante, Masson (cap. 43): 487-490, 2006 (Raffaeli W.)
- Il dolore lombare in Il dolore. Valutazione, diagnosi e trattamento ISBN 88-214-2783-8 S. Mercadante, Masson (cap. 32): 319-326, 2006 (Raffaeli W., Andruccioli J.)
- Endoscopia dello spazio epidurale. Periduroscopia in Anestesia regionale Jankovic D., Borghi B., Rainaldi MP., Masson: 399-403., 2006
- Un mare di emozioni: immagini e parole dall'Hospice in collaborazione con Azienda USL di Rimini e Fondazione ISAL 2006
- L'infermieristica del dolore ISBN 978-88-299-2022-8 Ed. Piccin 2009 (W. Raffaeli, M. Montalti, E. Nicolò)
- Il dolore cronico in Medicina Generale Ministero della Salute 2010